# Duško Kalebić
Duško Kalebić, alias Lelio Janin (Milna, Brač, 30. lipnja 1921.), hrvatski domovinski i iseljenički književnik, urednik i kipar

## Životopis
Rodio se je u Milni na otoku Braču. U Vranjicu je završio pučku školu. U Sinju je završio gimnaziju. Od gimnazijske dobi je pisao i objavljivao u đačkim i studentskim listovima. Studirao je u Zagrebu gdje je završio pravo. 1945. je s tisućama hrvatskih izbjeglica napustio hrvatsku domovinu i dospio je u Italiju, u logor Fermo. Bio je sudjelatnik kulturnog života u logoru. Bio je tajnikom Akademskog kluba i objavljivao je u logorskom mjesečniku Croatiji. Organizirao je manuskriptnu knjigu Lirika Trinaestorice, koja je ostala u rukopisu. 1948. godine otišao je živjeti u Argentinu. Nastanio se je u Buenos Airesu. Zaposlio se je na mjesto činovnika u Ministarstvu javnih radova gdje je radio sve dok nije otišao u mirovinu. Dugo je godina bio u upravi svjetske udruge za zaštitu djece Union Argentina por la Proteccion de la Infancia, čiji je bio potpredsjednik jedno vrijeme. Surađivao u hrvatskim emigrantskim novinama i časopisima, poput Hrvatske revije. Većinom je objavio pjesme, ali i novele, priče, pripovijetke, igrokaze, književne prikaze i različite članke. Neke tekstove objavio je i na kastiljskom. Priloge je Kalebić također potpisivao pseudonimom Lelio Janin. Uređivao je Hrvatsku smotru i Hrvatski narod. Umjetnički se je realizirao i kao kipar. Priznat je kao ugledan umjetnik u klasi biljnoga ili drvnog kiparstva (tzv. escultura vegetal). Više od deset puta imao je velike samostalne i više skupnih izložbi.

## Djela
Objavio je djela:
Urednik knjige:
- Otac Karlo Balić, Buenos Aires, 1977.

## Nagrade i priznanja
- Šimun Šito Ćorić uvrstio ga je u svoju antologiju 60 hrvatskih emigrantskih pisaca.[1]